# Партенопеј
Партенопеј је у грчкој митологији био један од војсковођа у походу седморице против Тебе.

## Митологија
Био је син Аргивца Талаја и Лисимахе, који је у рат против Тебе кренуо веома млад, иако га је мајка саветовала да не иде. Био је жељан славе и веровао је да је непобедив у баратању копљем. На путу ка Теби, учествовао је у играма у Немеји и победио у трчању или затезању лука. И у борби се касније истакао управо тиме што су његове стреле непогрешиво погађале непријатеља. Одликовао га је штит на коме је била приказана Сфинга или Аталанта. Током јуриша на северна, Неитска или Електрина врата усмртио га је Актор, Периклимен, Асфодик или Амфидик. Имао је сина Промаха или Тлесимена са нимфом Клименом са којом је био ожењен током боравка у Мизији. Као име његовог сина наводи се и Тесимен или Стратолај. Такође, као његови родитељи се наводе и Аталанта и Меланион, Ареј или Мелеагар.